# Lișciînivka, Hrîstînivka
Lișciînivka (în ucraineană Ліщинівка) este o comună în raionul Hrîstînivka, regiunea Cerkasî, Ucraina, formată numai din satul de reședință.

## Demografie
Componența lingvistică a comunei Lișciînivka
     Ucraineană (96,92%)
     Rusă (1,66%)
     Alte limbi (0,24%)
Conform recensământului din 2001, majoritatea populației comunei Lișciînivka era vorbitoare de ucraineană (96,92%), existând în minoritate și vorbitori de rusă (1,66%).

## Legături externe
- pl Leszczynówka, wieś, powiat humański în Dicționarul geografic al Regatului Poloniei și al altor țări slave, volum V (Kutowa Wola — Malczyce) anul 1884

- pl Leszczynówka, gmina Leszczynówka în Dicționarul geografic al Regatului Poloniei și al altor țări slave, volum XV, p. 2 (Januszpol — Wola Justowska)1902